# Biblioteca Digital Hispànica
La Biblioteca Digital Hispànica (BDH) és un recurs en línia de la Biblioteca Nacional d'Espanya (BNE) que proporciona accés lliure i gratuït a milers de documents digitalitzats per la Biblioteca. Permet la consulta, lectura i descàrrega de llibres impresos entre els segles XV i XIX, manuscrits, dibuixos, gravats, fullets, cartells, fotografies, mapes, atles, premsa, revistes i enregistraments sonors.
Els documents que són de domini públic tenen accés lliure i gratuït, però la Biblioteca també acull alguns títols subjectes a drets d'autor. En concret hi ha 2812 títols que es poden consultar parcialment gràcies al projecte pilot "Enclave", en el qual la BNE col·labora amb els editors.

## Objectius
Entre els principals objectius d'aquesta Biblioteca digital, que s'emmarca en el projecte comú de les Biblioteques Nacionals Europees de constituir una biblioteca virtual comuna denominada TEL The European Library, primer pas cap a la Biblioteca Digital Europea, es troben els següents:
- Difondre el patrimoni cultural espanyol facilitant el coneixement dels fons bibliogràfics conservats durant segles a la Biblioteca Nacional i garantir la protecció de l'herència cultural espanyola.
- Convertir-se en una eina per al foment de la investigació sobre la cultura hispana, facilitant als estudiosos i hispanistes de tot el món la recerca i consulta d'edicions a distància amb un grau de llegibilitat, sovint, millor que els mateixos originals que es poden consultar a les Sales de la Biblioteca.
- Cooperar amb la resta de biblioteques espanyoles i llatinoamericanes i contribuir a la creació de la Biblioteca Digital Europea.

## La col·lecció
El 2008, any del seu llançament, la BDH comptava amb al voltant de 10.000 obres. En 2014 ja eren més de 150.000 documents, de diversa temàtica i tipologia, els que estaven accessibles a la Biblioteca. Amb aquest nou conveni signat amb Telefónica, la BNE preveu digitalitzar les obres d'autors que pròximament passaran al domini públic després d'expirar el termini de protecció del dret d'autor: Unamuno, Valle-Inclán o Lorca, entre d'altres, així com algunes obres emblemàtiques d'autors com Rosalía de Castro o Clarín, que encara no hi han estat incloses.
La selecció dels documents que s'inclouen en la BDH està subjecta a diferents criteris que tenen a veure amb el contingut, de manera que es digitalitzen documents que permetin crear després relacions basades en la temàtica (viatges, Guerra de la Independència…); amb l'interès que desperta entre els usuaris, segons l'experiència dels mateixos bibliotecaris; amb el valor patrimonial, de manera que s'inclouen els títols considerats tradicionalment com a obres mestres; i amb l'interès pròpiament material que té el document: incunables, gravats, manuscrits... A més de tot això, també es té en compte la necessitat de preservació de l'obra, ja que la seva digitalització disminueix la consulta presencial i, per tant, el seu deteriorament. No obstant això, si la digitalització pogués malmetre el document pel seu delicat estat físic, el procés es podria descartar. En la selecció inicial de les obres digitalitzades va participar un comitè d'experts coordinats per José Manuel Blecua Perdices, catedràtic de Llengua Espanyola a la Universitat Autònoma de Barcelona i acadèmic de la Reial Acadèmia Espanyola de la Llengua. La selecció es va realitzar sobre cent obres que es van considerar essencials dins de la cultura hispànica.

## Organització de la informació
Per facilitar una exploració ràpida i còmoda, els documents estan organitzats segons tres criteris d'accés:
- Accés temàtic, d'acord amb el Sistema de Classificació Decimal Universal o CDU: Belles Arts, Ciències Pures, Filosofia, Lingüística, Geografia, etc.
- Accés per suport o tipus de material: llibre, manuscrit, dibuixos, gravats, fotografies, mapes, partitures, enregistraments sonors, premsa i revistes.
- Accés per col·leccions destacades: Obres mestres, digitalització de discos de pissarra, Ephemera, Llibres de cavalleria, Teatre del Segle d'Or, Estampes japoneses, Cartells publicitaris, Iconografia hispànica, Gravats alemanys, Gravats flamencs i holandesos, etc.

## Digitalització
La BDH es va presentar el 2008 després de la signatura del conveni amb Telefònica, empresa que va donar el suport financer per al llançament del projecte de digitalització massiva i sistemàtica. Anteriorment la BDH havia estat cofinançada per l'entitat pública empresarial del Ministeri d'Indústria, Comerç i Turisme RED.ES. El conveni de col·laboració amb Telefònica es va renovar el mes de juliol del 2014 per quatre anys més. L'objectiu d'aquest últim conveni està més enfocat a la millora i ampliació dels canals d'accés als documents ja digitalitzats que a augmentar la col·lecció.
El procés de digitalització va seguir, fonamentalment, els següents passos:
- Obtenció de la imatge en format TIFF.
- Redreçament i correcció de les imatges.
- Retall de les imatges TIFF MÀSTER per obtenir un derivat.
- Neteja de les imatges per eliminar taques que pogués haver-hi.
- Anàlisi de la inclinació del text i correcció si cal.
- Processament automàtic de les imatges per a convertir-les en blanc i negre.
- Es generen arxius de difusió en format PDF o JPEG, es creen els marcadors en els PDF i s'inclou la marca d'aigua de la BNE.
- Verificació de les imatges per comprovar que tots els fitxers de cada exemplar tenen el mateix nom.
- Relació de cada arxiu de difusió amb el seu registre MARC.
- Control de qualitat.
- Càrrega de les imatges a Pandora.

## Projectes de col·laboració
Des de la Biblioteca Digital Hispànica s'estableixen llaços de cooperació nacionals i internacionals amb altres biblioteques i institucions, com la Biblioteca Digital del Patrimoni Iberoamericà (BDPI), la Biblioteca Digital Mundial, les biblioteques nacionals de Colòmbia, Argentina, França o Austràlia, i projectes com Europeana o VIAF, entre d'altres.